# Монс, Евгений Владимирович
Евгений Владимирович Монс (23 марта 1989, Череповец) — российский хоккеист, нападающий.

## Карьера
Воспитанник череповецкого хоккея. Начал карьеру в 2007 году в Высшей лиге в составе клуба «Капитан», выступая до этого за фарм-клуб родной череповецкой «Северстали». В дебютном сезоне провёл 37 матчей, набрав 11 (4+7) очков. В следующем году Монс дебютировал в «Северстали», однако большую часть сезона провёл в фарм-клубе «Липецк», в составе которого в 33 матчах он набрал 25 (14+11) очков.
5 августа 2009 года руководство череповчан объявило о расторжении контракта, поэтому сезон 2009/10 Монс вновь провёл в составе липецкого клуба, где стал лучшим бомбардиром, набрав 53 (20+33) очка в 58 матчах. Тем самым он вновь обратил на себя внимание руководства «Северстали», где и начал сезон 2010/11, в котором в итоге провёл 26 матчей, набрав 6 (2+4) очков.
Следующий сезон Монс вновь начал неудачно — в 10 матчах он не набрал ни одного очка, и 7 декабря 2011 года был командирован в саратовский клуб ВХЛ «Кристалл». Проведя в ВХЛ три матча,  вернулся в Череповец, в первом же матче после возвращения отметившись заброшенной шайбой.

## Статистика
| Легенда | Легенда                    | Легенда | Легенда                   | Легенда | Легенда    |
| ------- | -------------------------- | ------- | ------------------------- | ------- | ---------- |
| И       | Количество проведённых игр | Штр     | Штрафное время            | +/−     | Плюс-минус |
| Г       | Голы                       | П       | Голевые передачи          | О       | Очки       |
| -       | Статистика неизвестна      | —       | Статистика не учитывалась |         |            |

### Клубная карьера
- a В этом сезоне в «Плей-офф» учитывается статистика игрока в Кубке Надежды.